# الانتخابات التشريعية الإسرائيلية 2020
الانتخابات التشريعية الإسرائيلية 2020 هي الانتخابات الثالثة والعشرون للكنيست الاسرائيلي، والتي جرت يوم 2 مارس 2020.
وهي ثالثت انتخابات في إسرائيل في أقل من عام، حيث صادقت الكنيست الإسرائيلي في 11 ديسمبر 2019، على حل نفسها، والتوجه إلى انتخابات في الثاني من مارس 2020، وذلك بعد انقضاء المهلة الرسمية لتشكيل الحكومة وفشل مساعي الأحزاب للوصول إلى ائتلاف بعد إعادة الانتخابات في 17 سبتمبر 2019.

## نتائج الانتخابات
النتائج النهائية كما نشرتها لجنة الانتخابات المركزية للكنيست ال 23 
| عدد اصحاب حق الاقتراع | عدد المصوتين | نسبة التصويت | عدد الاصوات الصالحة | عدد الاصوات اللاغية |
| --------------------- | ------------ | ------------ | ------------------- | ------------------- |
| 6,453,255             | 4,612,007    | 71.47%       | 4,586,954           | 25,053              |

### نتائج الفرز
| الحزب                                                                   | عدد المقاعد | النسبة | عدد الأصوات |
| الليكود بقيادة بنيامين نتنياهو                                          | 36          | 29.46% | 1,351,368   |
| ازرق ابيض بقيادة بني غانتس                                              | 33          | 26.59% | 1,219,870   |
| القائمة المشتركة بقيادة أيمن عودة                                       | 15          | 12.65% | 580,044     |
| شاس بقيادة أرييه مخلوف درعي                                             | 9           | 7.69%  | 352,674     |
| يهدوت هتوراه بقيادة يعقوب ليتسمان                                       | 7           | 5.98%  | 274,431     |
| العمل- غيشر- ميرتس بقيادة عمير بيرتس                                    | 7           | 5.84%  | 267,909     |
| إسرائيل بيتنا بقيادة افيغدور ليبرمان                                    | 7           | 5.74%  | 263,240     |
| يمينا (اليمين الجديد)، البيت اليهودي والاتحاد القومي بقيادة نفتالي بينت | 6           | 5.24%  | 240,406     |

## معطيات أساسية حول الانتخابات
| عدد اصحاب حق الاقتراع        | 6,453,255     |
| عدد صناديق الاقتراع          | 10,631        |
| نسبة الحسم                   | 3.25%.        |
| عدد المقاعد في الكنيست       | 120           |
| الموعد الاخير لتقديم القوائم | 15 يناير 2020 |
| عدد القوائم المتنافسة        | 30            |

## طريقة الانتخابات في إسرائيل
طريقة الانتخابات المتبعة في إسرائيل هي طريقة الانتخابات النسبية القطرية، أي أن عدد المقاعد التي تحصل عليها كل قائمة في الكنيست يتوافق بشكل نسبي مع عدد المصوتين لصالحها. فيما لو اجتازت نسبة الحسم والتي حددت ب 3.25%.
حسب هذه الطريقة يصوت الناخبون لصالح قائمة وليس لصالح شخص، ومن المفترض ان تجري انتخابات الكنيست مرة كل أربع سنوات.
تجري انتخابات تمهيدية في بعض الأحزاب، يتم من خلالها انتخاب مرشحي الأحزاب للكنيست عبر عملية انتخاب مباشر من قبل أعضاء الحزب. وهناك أحزاب تقوم فيها مؤسسات الحزب أو أعضاء الحزب بانتخاب المرشحين. وفي الأحزاب الدينية المتزمتة (الأحزاب الحريدية) يتم تحديد المرشحين من قبل الزعماء الدينيين.

## لمن يحق الترشح؟
وبموجب البند 7أ من قانون أساس: الكنيست، يُحظر على قائمة مرشحين المشاركة في انتخابات الكنيست ولن يُسمح لأي شخص الترشح لهذه الانتخابات إذا كانت اهداف القائمة أو أعمالها، سواءً كان ذلك علنية أو ضمنا، أو أعمال الشخص، علنية أو ضمنا، تحتوي على نفي وجود دولة بصفتها دولة يهودية وديمقراطية، التحريض على العنصرية أو تأييد كفاح مسلح لدولة عدو أو منظمة إرهابية ضد دولة إسرائيل.